# 이드 테크

퀘이크 엔진에 기반한 게임 엔진들의 계보도를 나타내고 있다.

이드 테크(id Tech)는 이드 소프트웨어가 제작한 게임 엔진이다. 레이지의 기반인 이드 테크 5의 발표 전에는 각 시리즈의 명칭이 공식적으로 구분되어 정해지지 않았고, 둠 엔진, 퀘이크 엔진 같이 그 엔진이 사용된 게임의 이름을 따와서 불렸다. "이드 테크" 2, 3, 4는 GNU 일반 공중 사용 허가서에 따라 자유 소프트웨어로 공개되었다.

## 초창기 엔진
- 호버탱크 3D (Hovertank 3D) (1991) 칙칙한 색감의 벽과 확장, 축소를 하여도 난조가 생기지 않는 스트라이프가 특징이다.
- 카타콤 3-D (Catacomb 3-D) (1991) 벽에 텍스쳐를 입혔다.
- 울펜슈타인 3D (Wolfenstein 3D) (1992) 16 색 EGA에서 to 256 색 VGA로 색상 팔레트를 개선시켰다. 이 엔진은 다른 회사에게 라이선스되기도 하였다.
- 섀도우캐스터 (Shadowcaster) (1993) 줄어든 조명 효과와 텍스쳐가 입혀진 바닥과 천장, 다양한 높이의 벽들과 경사진 계단이 있다는 게 특징이다.[1]

울펜슈타인 3D 이전 게임
- 호버 탱크 3D (Hovertank 3D)
- 카타콤 3-D (Catacomb 3-D)
- 카타콤 어비스 (Catacomb Abyss)
- 카타콤 아마게돈 (Catacomb Armageddon)
- 카타콤 아포칼립스 (Catacomb Apocalypse)

울펜슈타인 3D 엔진 게임
- 울펜슈타인 3D (Wolfenstein 3D)
- 운명의 창 (Spear of Destiny)
- 블레이크 스톤: 에일리언스 오브 골드 (Blake Stone: Aliens of Gold)
- 블레이크 스톤: 플래닛 스트라이크 (Blake Stone: Planet Strike)
- 오퍼레이션 바디 카운트 (Operation Body Count)
- 코리더 7 (Corridor 7)
- 수퍼 3D 노아의 방주 (Super 3D Noah's Ark)
- 라이즈 오브 더 트라이어드 (Rise of the Triad)

## 둠 엔진
둠 엔진은 이드 소프트웨어의 게임인 둠과 둠 2에 쓰여졌다. 이 엔진은 존 카맥을 주축으로 하여 마이크 애브러시 (Mike Abrash), 존 로메로 (John Romero), 데이브 테일러 (Dave Taylor), 폴 라덱 (Paul Radek)의 보조로 만들어졌다. 원래는 NeXT 컴퓨터에 대응하게 만들어졌지만, MS-DOS로 포팅되었다.
둠 엔진을 직접적으로 사용한 게임
- 둠 (Doom) (1993)
- 둠 2 (Doom II: Hell on Earth) (1994)
- 파이널 둠 (Final Doom)
- 헤러틱 (Heretic) (1994)
- 헤러틱: 악마 기수들의 그림자 (Heretic: Shadow of the Serpent Riders)
- 헥센: 비욘드 헤러틱 (Hexen: Beyond Heretic) (1995)
- 헥센: 암흑 요새의 죽음왕 (Hexen: Deathkings of the Dark Citadel)
- 스트라이프 (Strife) (1996)

둠이나 둠 2의 코드를 사용한 게임
- 에일리언 카발 (Alien Cabal) (1997)
- HacX (1997)
- 첵스 퀘스트 (Chex Quest) (1996)
- 첵스 퀘스트 2 (Chex Quest 2) (1997)

## 퀘이크 엔진
퀘이크 엔진은 1996년에 발매된 퀘이크를 위해 만들어졌다. 이 엔진은 실제 3D 실시간 렌더링을 지원하고 이드 엔진 중 처음으로 '클라이언트-서버 모델'에 사용되었다.
- 퀘이크 (Quake) (1996) – 이드 소프트웨어
- 헥센 2 (Hexen II) (1997) – 레이븐 소프트웨어 (Raven Software)
- 맬리스 (Malice) (1997) – Ratloop
- 하프라이프 (Half-Life) (1998) – Valve Corporation (퀘이크 엔진에 기반한 GoldSrc 엔진을 사용)
- 레이저 아레나 (Laser Arena) (2000) – Trainwreck Studios
- CIA 요원: 솔로 미션 (CIA Operative: Solo Missions) (2001) – Trainwreck Studios
- 어번 머시너리 (Urban Mercenary) (2001) – Moshpit Entertainment
- 실버 윙즈 (Silver Wings) (2005) – Bampusht!

## 이드 테크 2 (id Tech 2)
이전에는 퀘이크 2 엔진으로 불렸다. 이드 테크 2는 퀘이크 엔진에 기반하고 색감 있는 조명과 새로운 모델 형식 같은 향상점이 있다.
라이선스를 받아 만들어진 게임
- 퀘이크 2 (Quake II) (1997) - id Software
- 헤러틱 2 (Heretic II) (1998) - Raven Software
- SiN (1998) - Ritual Entertainment
- SiN: Wages of Sin (1999) - Ritual Entertainment
- 킹핀: 라이프 오브 크라임 (Kingpin: Life of Crime) (1999) - Xatrix Entertainment
- 솔져 오브 포춘 (Soldier of Fortune) (2000) - Raven Software
- 다이카타나 (Daikatana) (2000) - Ion Storm
- 블레이드 (Blade) (2000) - Hammerhead
- 아나크로녹스 (Anachronox) (2001) - Ion Storm

오픈 소스 코드로 만들어진 게임
- CodeRED: Alien Arena - COR Entertainment
- Warsow - Warsow Team
- UFO: Alien Invasion - UFO: Alien Invasion Team
- Gravity Bone - Blendo Games
- Thirty Flights of Loving - Blendo Games
- Digital Paint: Paintball 2

## 이드 테크 3 (id Tech 3)
이전에는 퀘이크 3 엔진으로 불렸다. 이 엔진은 id Tech 2에서 개량된 것이나 코드의 많은 부분이 새로 쓰였다.

### 라이선스를 받아 만들어진 게임
이드 테크 3에 기반한 게임
- 퀘이크 3 아레나 (Quake III Arena) (1999) – id Software
- 퀘이크 3: 팀 아레나 (Quake III: Team Arena) (2000) – id Software
- 스타 트렉: 보이저 (Star Trek: Voyager) – Elite Force (2000) – Raven Software
- 스타 트렉: 보이저 - 엘리트 포스 (Star Trek: Voyager – Elite Force) (2001) – Raven Software
- 리턴 투 캐슬 울펜슈타인 (Return to Castle Wolfenstein) (2001) – Gray Matter Interactive (SP) / Nerve Software (MP)
- 솔져 오브 포춘 2 (Soldier of Fortune II: Double Helix) (2002) – Raven Software
- 스타 워즈 제다이 나이트 2: 제다이 아웃캐스트 (Star Wars Jedi Knight II: Jedi Outcast) (2002) – Raven Software
- 스타 워즈 제다이 나이트: 제다이 아카데미 (Star Wars Jedi Knight: Jedi Academy) (2003) – Raven Software
- 울펜슈타인: 에너미 테러토리 (Wolfenstein: Enemy Territory) (2003) – Splash Damage
- 콜 오브 듀티 (Call of Duty) (2003) – Infinity Ward
- 콜 오브 듀티: 유나이티드 오펜시브 (Call of Duty: United Offensive) (2004) – Gray Matter Interactive
- 서베러티 (Severity) – Cyberathlete Professional League
- 아이언 그립: 워로드 (Iron Grip: Warlord) (2008) – Isotx
- 다크 샐베이션 (Dark Salvation) (2009) - Mangled Eye Studios
- 퀘이크 라이브 (Quake Live) (2010) - id Software

ÜberTools에 기반한 게임
- 헤비 메탈: F.A.K.K.²(Heavy Metal: F.A.K.K.²) (2000) – Ritual Entertainment
- 아메리칸 맥기의 앨리스 (American McGee's Alice) (2000) – Rogue Entertainment
- 007: 에이전트 언더 파이어 (007: Agent Under Fire) (2001) – EA Redwood Shores
- 메달 오브 아너: 얼라이드 어썰트 (Medal of Honor: Allied Assault) (2002) – 2015, Inc.
- 메달 오브 아너: 얼라이드 어썰트 - 스피어헤드 (Medal of Honor: Allied Assault – Spearhead) (2003) – EA Los Angeles
- 메달 오브 아너: 얼라이드 어썰트 - 브레이크쓰루 (Medal of Honor: Allied Assault – Breakthrough) (2003) – TKO Software
- 스타 트렉: 엘리트 포스 2 (Star Trek: Elite Force II) (2003) – Ritual Entertainment
- 007: 에브리씽 오아 나씽 (007: Everything or Nothing) (2004) – EA Redwood Shores

### 오픈 소스 코드로 만들어진 게임
- Space Trader - HermitWorks Entertainment.
- Smokin' Guns
- Tremulous

## 이드 테크 4 (id Tech 4)
이전에는 둠 3 엔진으로 불렸다. 이드 테크 3에 기반하여 쓰여졌다. 이 엔진은 C++ 기반의 엔진 프레임워크를 가지며, 새로운 렌더러, AI 프레임워크, 물리 엔진, 게임플레이 트리거 시스템, 사운드 프레임워크를 지원한다.
라이선스를 받아 만들어진 게임
- 둠 3 (Doom 3) (2004) – 이드 소프트웨어 (id Software)
- 둠 3: 악마의 부활 (Doom 3: Resurrection of Evil) (2005) – Nerve Software
- 퀘이크 4 (Quake 4) (2005) – Raven Software
- 프레이 (Prey) (2006) – Human Head Studios
- 에너미 테러토리: 퀘이크 워즈 (Enemy Territory: Quake Wars) (2007) – Splash Damage
- 울펜슈타인 (Wolfenstein) (2009) – Raven Software
- 브링크 (Brink) (2011) – Splash Damage
- 프레이 2 (Prey 2) (미정) – Human Head Studios

오픈 소스 코드로 만들어진 게임
- Quadrilateral Cowboy (2013) - Blendo Games
- The Dark Mod (2013)

## 이드 테크 5 (id Tech 5)
이드 테크 5는 이전의 이드 테크 엔진으로 기반하지 않고 처음부터 새로 쓰여졌다. 하지만, 이전 이드 테크 4의 개량 버전에서 사용된 메가텍스쳐 (MegaTexture), 패럴랙스 매핑 (parallax mapping), 블룸 (Bloom), 모션 블러 (motion blur), 소프트 파티클 (soft particles), 소프트 섀도우 (soft shadows), 픽셀 셰이더 효과 (pixel shader effects) 같은 새로운 기술들이 적용되었다.
이드 소프트웨어가 베데스다 소프트웍스에 인수된 이후로 이 엔진이 발표되었기 때문에, 이 엔진으로 게임 개발을 하려는 회사들은 베데스다 소프트웍스를 통해 게임을 유통해야 한다.
이드 테크 5에 기반한 게임
- 레이지 (2011) – 이드 소프트웨어
- 울펜슈타인: 더 뉴 오더 (Wolfenstein: The New Order) (2014) - 머신게임즈 (MachineGames)
- 디 이블 위딘 (The Evil Within) (2014) - 탱고 게임웍스 (Tango Gameworks)
- 둠 4 (Doom 4) (미정) – 이드 소프트웨어

이드 테크 5의 요소를 사용한 게임
- 둠 3 BFG 에디션 (Doom 3 BFG Edition) (2012)

## 이드 테크 6 (id Tech 6)
2016년 5월 13일 출시

## 이드 테크 7 (id Tech 7)
2018년 퀘이크콘에서 발표

## 이드 테크 8 (id Tech 8)
이드 소프트웨어는 Developer_Direct 2025에서 2025년 5월 15일 출시 예정인 둠: 더 다크 에이지스의 게임플레이 세부 정보와 PC 사양을 공개했다.
이드 테크 8 엔진은 화면 내 최대 적의 수를 늘리고, 경로 추적 및 사실적인 게임 물리 엔진을 지원하며, 파괴 가능한 환경을 구현한다. 이 엔진은 레이트레이싱 지원 전용 하드웨어를 필요로 하는 이드 테크 엔진의 첫 번째 세대로, 조명이 완전히 레이트레이싱된 글로벌 일루미네이션(Global Illumination)을 사용해야 하기 때문이다.

## 같이 보기
- 게임 엔진
- 이드 소프트웨어
- 존 카맥